# 拉莫特朗代龙
拉莫特朗代龙（法語：Lamothe-Landerron，法語發音：[lamɔt lɑ̃dɛʁɔ̃]）是法国吉伦特省的一个市镇，属于朗贡区。

## 地理
拉莫特朗代龙（44°33'30"N, 0°3'39"E）面积9.18 平方千米，位于法国新阿基坦大区吉倫特省，该省份为法国西南部沿海省份，是法國本土面积最大的省，北起滨海夏朗德省，西临大西洋，南至朗德省，东南接洛特-加龍省，东临多爾多涅省。
与拉莫特朗代龙接壤的市镇（或旧市镇、城区）包括：圣米歇尔-德拉皮雅德、瑞西、蒙戈济、小圣马丹。

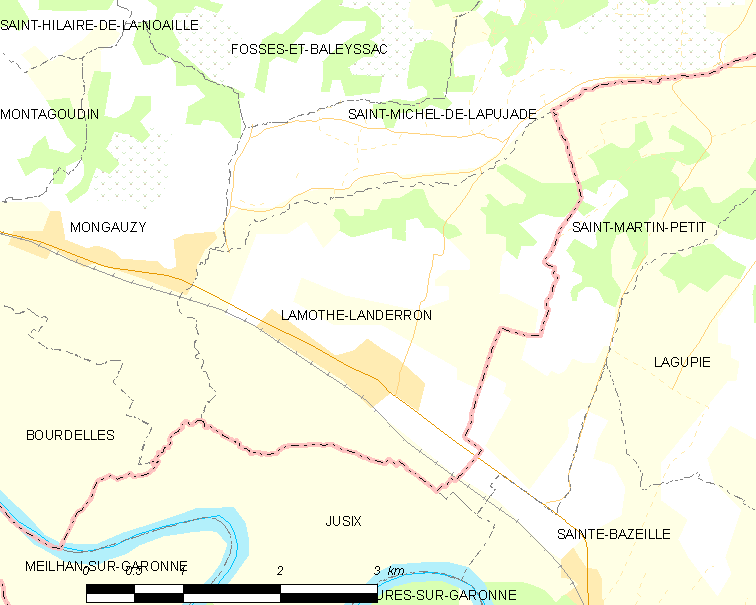
拉莫特朗代龙的OSM定位图

拉莫特朗代龙的时区为UTC+01:00、UTC+02:00（夏令时）。

## 行政
拉莫特朗代龙的邮政编码为33190，INSEE市镇编码为33221。

## 政治
拉莫特朗代龙所属的省级选区为勒雷奥莱-莱巴斯蒂德县。

## 人口

1962-2008年间拉莫特朗代龙人口变化图示

拉莫特朗代龙于2022年1月1日时的人口数量为1119人。